# Camilinha
Camila Martins Pereira (São Bento do Sul, 10 de outubro de 1994), mais conhecida como Camilinha, é uma futebolista brasileira que atua como meio-campista. Atualmente defende o São Paulo.

## Carreira

### Primeiros anos e início no futebol de salão
Camila nasceu em São Bento do Sul, município localizado no interior do estado de Santa Catarina, no ano de 1994.
Iniciou sua carreira esportiva, jogando futebol de salão em sua cidade natal aos oito anos de idade. No esporte, disputou campeonatos regionais e estaduais representado sua escola. No ano de 2009, foi convidada a entrar para o Barateiro Futsal, clube da cidade de Brusque.  Pela equipe disputou o campeonato Sub-15 pelo time e fez 52 gols tornando-se artilheira do campeonato. Também participou da escolinha de futebol de salão que pertence ao ex-jogador Falcão.

### Kindermann
No ano de 2012, a atleta mudou os rumos de sua carreira migrando das quadras para o futebol de campo. Passou a jogar no Kindermann, clube da cidade de Caçador.

### Houston Dash
No final do mesmo ano a jogadora começou a jogar fora do Brasil, no Houston Dash dos Estados Unidos. Pela equipe estadunidense atuou durante um ano.

### Ferroviária
Em 2015, após passagem pelos Estados Unidos, foi anunciada como contração da Ferroviária, equipe de Araraquara, no interior de São Paulo.

### Tiradentes
Em 2016, teve uma rápida passagem pelo Sociedade Esportiva Tiradentes, equipe do Piauí.

### Corinthians/Audax
No mesmo ano, que assinou com a equipe piauiense, e retornou para o estado de São Paulo, onde passou a atuar no Corinthians/Audax. Pela equipe, foi campeã da Copa do Brasil de Futebol Feminino de 2016.

### Orlando Pride
Após o título pela equipe paulista, Camilinha retornou para os Estados Unidos para atuar no Orlando Pride, no qual renovou o seu segundo contrato.

### Iranduba
Jogando pelo Orlando Pride, foi emprestada pela equipe para jogar no Iranduba, equipe de Manaus.

### Canberra United
Em 2019, após término de contrato com o Iranduba, Camilinha foi emprestada pelo Orlando para o Canberra United FC, equipe de futebol da Austrália.

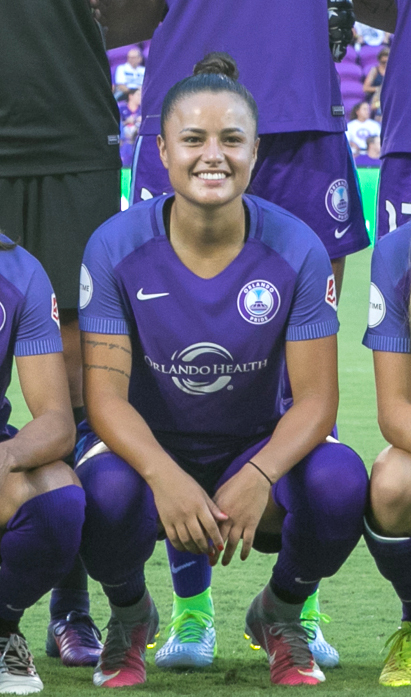
Camilinha vestindo o uniforme do Orlando Pride

### Palmeiras

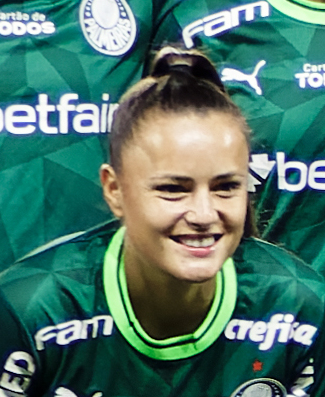
Camilinha jogando pelo Palmeiras em 2023

Camilinha foi emprestada pelo Pride ao Palmeiras em 2020  e, com o fim de seu contrato com a equipe estadunidense em fevereiro de 2021, Camilinha fechou contrato em definitivo com o Palmeiras.
Nesse ano, Camilinha  foi vice-campeã do Brasileirão Feminino Neoenergia e campeã da Copa Paulista de Futebol Feminino. Em dezembro de 2021, Camila renovou seu contrato com o Palmeiras.
Em 2022, foi campeã da Copa Libertadores da América e do Campeonato Paulista.

## Seleção Brasileira
Em novembro de 2013, foi convocada para a Seleção Brasileira de Futebol Feminino Sub-20 e disputou a Copa do Mundo de Futebol Feminino Sub-20 de 2014, realizada no Canadá. Após duas derrotas - Alemanha e Estados Unidos - e um empate, com a China, a seleção brasileira foi eliminada na fase de grupos.
No ano de 2016, Camila integrou a delegação do Brasil para atuar nos Jogos Olímpicos de Verão de 2016 realizado no Rio de Janeiro pela seleção feminina. O selecionado brasileiro terminou em quarto lugar após derrota para o Canadá por 2 a 1, na disputa pelo bronze, em partida realizada na Neo Química Arena, em São Paulo.
Em 2019, Camilinha foi convocada para disputar sua primeira Copa do Mundo de Futebol Feminino. Na copa, realizada na França, a equipe brasileira foi eliminada nas oitavas de final pelo selecionado francês após uma derrota por 2 a 1.

## Títulos
Kindermann
- Campeonato Catarinense: 2012, 2013 e 2014

Corinthians/Audax
- Copa do Brasil: 2016

Palmeiras
- Copa Paulista: 2021[21]
- Copa Libertadores da América: 2022
- Campeonato Paulista: 2022

Seleção Brasileira
- Campeonato Sul-Americano Sub-20: 2014 e 2015
- Torneio Internacional de Brasília: 2014
- Torneio Internacional de Yongchuan: 2017

### Campanhas de destaque
Palmeiras
- Campeonato Brasileiro: 2021 - 2º lugar[22]

## Centro de treinamento nos Estados Unidos
Camila desenvolveu um projeto junto a treinadores brasileiros certificados pela Confederação Brasileira de Futebol (CBF) para treinar jovens jogadoras e jogadores de futebol de campo nos Estados Unidos. O programa é dedicado aos atletas de 7 a 14 anos, os treinos acontecem com o acompanhamento da atleta e tem o objetivo de desenvolver as habilidades dos jogadores e jogadoras em formação.